# Pascal Quignard
Pascal Quignard (Verneuil-sur-Avre, 23 de abril de 1948) es un escritor francés. Además ha sido un indagador musical; violonchelista, fundador del Festival de Ópera y Teatro Barroco de Versalles, que dirigió; también escribió el guion del film Tous les matins du monde. En 1994 abandonó todos los cargos públicos, y se aisló por completo para centrarse en la escritura. Su obra efectivamente se multiplicó desde entonces.

## Trayectoria

### Inicios
Pascal Quignard nació en una familia de gramáticos y de organistas. Su padre era inspector de educación y su madre profesora de un colegio. Creció en Le Havre. A los 18 meses, en 1949, pasó por una etapa de «autismo», crisis que retornará a los 16 años («Este silencio sin duda fue el que me hizo decidirme a escribir; pude hacer el siguiente trato: estar en el lenguaje callándome»). Su infancia fue más bien difícil, dados sus problemas de anorexia. 
Se inclina por las lenguas y las literaturas antiguas, así como por la música: piano, órgano, violonchelo, violín y viola. Hace estudios de filosofía en Nanterre, de 1966 a 1968, donde es condiscípulo de Daniel Cohn-Bendit. Entre sus profesores se cuentan Levinas, Lyotard y Ricœur. Comienza una tesis, dirigida por el primero, sobre el estatuto del lenguaje en el pensamiento de Henri Bergson; pero los acontecimientos de mayo de 1968 se cruzan, y Quignard se aleja de la filosofía y de la Academia. 
En 1968 quema sus pinturas y destruye sus primeros cuadernos de notas. Se centra en el instrumento familiar, el órgano, que toca durante los veranos que pasa en Ancenis. Entre sus inquietudes destaca ahora su pasión por la música barroca. Además lee a Lacan, Foucault, Derrida y sobre todo mucha narrativa, desde Las mil y una noches o los narradores orientales hasta la literatura romana, la medieval y el clasicismo francés. 
Quignard entra en contacto con la revista L'Éphémère, animada por L.-R. des Forêts, Du Bouchet, Dupin, Picon, Bonnefoy, Michaux, Alain Veinstein, Klossowski, de quien se siente cercano. La textura de los escritos de Duras y Ernaux, las frases de Des Forêts y Bataille, entre otras muchas cosas de ellos, le gustan al escritor.
Los Gallimard introducen a Quignard como lector de su editorial. Pronto se integrará el escritor en su comité de lectura en 1976: ello le permitirá ahondar en las formas más dispares de la literatura de finales del siglo XX. Ese cargo lo dejaría en 1994 voluntariamente.

### Escritor
Publica de inmediato varios ensayos, sobre Maurice Scève, Lycophron y Michel Deguy. Además, Quignard escribe en 1976 un primer relato-meditación importante y enigmático Le lecteur (El lector), considerado por algunos como una obra incomparable, inspirada seguramente en el pensamiento de Maurice Blanchot, y sobre todo resultado de su situación de encerramiento.
Tras su segunda novela, Carus, que recibe el Premio de la Crítica en 1980, su obra parece encauzarse; decenas de libros son testimonio de su actividad incesante: Le Salon du Wurtemberg, Albucius, Tous les matins du monde o Le Sexe et l'Effroi, que es una gran referencia de sus obsesiones: la preocupación por el "antes de nacer".
Parece evidente que 1994 fue un año decisivo para él. Pues Quignard abandonó todos sus cargos para dedicarse sólo a escribir. Era secretario general de Gallimard; y dirigía además en Versailles el Festival de Ópera Barroca (por encargo del presidente Miterrand. Todo lo deja. Fue un gesto de deserción total, que daría frutos literarios en los años sucesivos: Retórica especulativa, El odio a la música, Vida secreta (Vie secrète, 1998, que revela un giro en su escritura), o Terraza en Roma.  Con Les Larmes (2016), novela que se remonta al tiempo de Carlomagno y al nacimiento del idioma francés, ganó el premio de literatura André Gide, de 2017.
Destacan asimismo los once tomos de anotaciones, que son a la vez libres y temáticos (de un modo muy abierto). La serie fue iniciada en 2002 y  está titulada Dernier Royaume (Último reino) I-XI. Recibió el Premio Goncourt en 2002, por el primer tomo, Las sombras errantes, pese a su escritura tan especial, nada sujeta a convenciones. Destacan entre otros los últimos, hasta ahora: Mourir de penser (Dernier Royaume, IX), de 2014. Fue sí en Les désarçonnés (Los desarzonados, 2012), que tomaba como motivo a ciertos descabalgados del arzón de su cabalgadura violentamente, que es una especie de metáfora variada sobre el golpe del destino. 
En el tomo XI de esta secuencia, L'homme aux trois lettres, inicialmente retoma a su modo la pregunta "Qu'est-ce que la littérature?" formulada por Sartre decenios atrás. Declara el autor al comienzo del libro: «J'aime les livres. J’aime leur monde. J’aime être dans la nuée que chacun d’eux forme, qui s’élève, qui s’étire. J’éprouve de l’excitation à en retrouver le poids léger et le volume à l’intérieur de la paume. J’aime vieillir dans le silence, dans la longue phrase qui passe sous les yeux».  Es el más autobiográfico.